# Оклопни крсташ Гуд Хоуп
Оклопни крсташ Добра Нада (енгл. HMS Good Hope) био је ратни брод британске ратне морнарице, поринут 1901. Потопљен је у бици код Коронела (1914).

## Карактеристике

### Димензије
Добра Нада је био оклопни крсташ класе Дрејк - ратни брод сличан крстарици, али са јачим наоружањем и бољом оклопном заштитом. Поринут 1901, брод је био дуг 152 м и широк 22 mм, дубине газа 7.9 mм, са депласманом од 14.100 тона. Погонске парне машине од 31.100 КС давале су максималну брзину од 23 kn (43 km/h). Бродска посада имала је 813 морнара и официра.

### Наоружање
Био је наоружан са 2 топа калибра 230 мм (у једноцевним оклопним кулама на прамцу и крми) и помоћном артиљеријом калибра 150 мм (16 топова у казаматима по боку брода) и 76 мм (14 топова на палуби и надграђима). Поред артиљерије, био је наоружан и са 2 подводне торпедне цеви.

### Оклоп
Оклопна заштита састојала се од оклопног појаса дебљине 152 мм по целој дужини брода, казамата и топовских кула (дебљине оклопа до 152 мм) и засвођене палубе, која се спуштала испод водене линије до доњег руба оклопног појаса, дебљине 101 мм.